# Kirsti Kolle Grøndahl
Brit Kirsti Kolle Grøndahl (født 1. september 1943 i Oslo) er en norsk politiker og tidligere minister for Arbeiderpartiet.
Grøndahl er uddannet cand. mag. fra 1966. Hun repræsenterede Arbeiderpartiet i kommunestyret og formandskabet i Røyken kommune fra 1972, og blev valgt til Stortinget i 1977. Grøndahl var i Kirke- og undervisningsministeriet 1986-88 og udviklingsminister 1988-89. I 1993 blev hun som første kvinde i historien valgt til stortingspræsident.
Som barn boede hun otte år i Alta.
Hun har siden 1999 været amtmand i Buskerud.

## Ekstern Henvisning
- Stortinget.no – Biografi

1. ↑  Navnet er anført på bokmål og stammer fra Wikidata hvor navnet endnu ikke findes på dansk.